# 金子ヒロム
金子 ヒロム（かねこ ひろむ、1964年9月12日 - ）は日本の会社経営者。実業家でありながら音楽評論家、コラムニスト、小説家、イベントプロデューサー、海外ロックミュージック商品の鑑定士でもある。本名金子 弘（読み同じ）。

## 略歴
長野県出身。法政大学卒業後、3年間だけ商社系アパレルに勤務。その後、音楽事務所で働きながら学生時代から継続していたインディーズバンドで活動をしていた。
バンド解散後の1994年、ザ・ローリング・ストーンズ公式ストア：ギミーシェルター店長になる。
- 2009年1月、ギミーシェルター閉店後、JAMグループの宣伝企画を行う。
- 2012年4月、JAMグループより独立、株式会社ギミーシェルター設立。
- 2017年12月、B Music Entertainment 設立。
- 2018年12月、英ロンドンの伝説的ライヴハウス：マーキー・クラブとライセンス契約、日本の総合代理店マーキー・クラブ®ジャパン（Marquee Club® Japan）設立。
- 2019年8月、B Music Entertainmentを法人化、ビー・ミュージック・エンターテインメント合同会社の代表に就任。
- 2019年12月、英ロック・フォトグラファー：Dick Barnattの撮影した写真のライセンス管理会社である英国法人Dick Barnatt Ltdとライセンス契約、日本の総合代理店Dick Barnatt Portfolio Japan設立。
- 2023年9月、マーキー・クラブ®65周年に併せて洋楽ロックでは日本初となるデジタル展示イベント「Immersive Museum」×「marquee club®」開催。[1]
- 2024年4月、ソウル・シンガーのレジェンド、Ｐ・Ｐ・アーノルド（Ｐ.Ｐ Arnold）の日本におけるマネージメントとエージェント業務を開始、Ｐ・Ｐ・アーノルド日本公式サイトをスタート。[2][3]
- 2024年7月、英国最高のインディー系リイシューレーベル：チャーリー・レコード（CHARLY RECORDS）との間にライセンス契約を締結、日本におけるライセンシング代理店チャーリー・レコード・ジャパン設立。[4]

最も敬愛するザ・ローリング・ストーンズはもちろん、1950年代のブルース、リズム&ブルース、ロカビリーに始まり、1960年代のブリティッシュ・ビート・グループ、アメリカのサーフ・ロック、ガレージ・ロック、ガールズ・グループ、ソウル、ファンク、ディスコ、そしてパンク・ロックに至るまで、音楽についての見識の幅は広い。基本はルーツに黒人音楽を持っているアーティスト、バンドを国内外問わずに好む。

## 活動
TX系テレビ番組開運!なんでも鑑定団でロック専門の鑑定士として出演中。
シンコーミュージック・エンタテイメント発行の雑誌 ロック・ジェットで音楽コラムを2001年9月から連載。
SHIBUYA FMのロック専門ラジオ番組 SHIBUYA ROCK FOUNDATIONにラジオパーソナリティーとして2009年2月から2011年1月まで出演。
過去にMXテレビのアイドル・テレビ番組 GO!GO!9 nineで3回に渡りロックTシャツ・クイズに講師として出演。
2014年、それまでのコラムをまとめた「トーキング・アバウト・ザ・ローリング・ストーンズ」がAmazon.comのkindleより電子書籍版として発売。
2015年、初めての小説「五つの復讐」がAmazon.comのkindleより電子書籍版として発売。
2016年、2作目となる小説「カムバック」がAmazon.comのkindleより電子書籍版として発売。
2017年、小説「国民の義務」、「視聴率100％」、「短い話／Short ＆ Short」がAmazon.comのkindleより電子書籍版として発売。

## 主な執筆文献
- ロック・ジェット vol 5 （絶版）ジャンピン・ジャック・フラッシュの楽しみ方
- ロック・ジェット vol 6 ISBN 9784401617159 ローリング・ストーンズ沈黙の時 いかにしてファンは時を過ごすか
- ロック・ジェット vol 7 （絶版）ローリング・ストーンズ
- ロック・ジェット vol 8 （絶版）空から舞い降りたローリング・ストーンズの戦略
- ロック・ジェット vol 9 ISBN 9784401617753 21世紀初のワールド・ツアーで、ローリング・ストーンズは、どんなダイスを転がすのか
- ロック・ジェット Vol.10 ISBN 9784401617883 フォーティー・リックス・ツアーに見る《メイン・ストリートのならず者》
- ロック・ジェット Vol.11 ISBN 9784401618026 30年の時を経て、ローリング・ストーンズ、武道館公演決定！
- ロック・ジェット Vol.12 ISBN 9784401618156 ローリング・ストーンズ黄金週間
- ロック・ジェット Vol.14 ISBN 9784401618439 ロンドンでローリング・ストーンズを観る
- ロック・ジェット Vol.15 ISBN 9784401618590 ローリング・ストーンズを観る喜び/画期的4枚組DVD『フォー・フリックス』をしゃぶり尽くす
- ロック・ジェット Vol.16 ISBN 9784401618705 《ヴードゥー・ラウンジ》10周年記念 ローリング・ストーンズを求めて／欧州紀行
- ロック・ジェット Vol.17 ISBN 9784401618842 ザ・ロック・オデッセイ 完全レポート
- ロック・ジェット Vol.18 ISBN 9784401618989 ローリング・ストーンズの新作《ライヴ・リックス》を聴いてみよう
- ロック・ジェット Vol.20 ISBN 9784401619405 ダンス・バンドとしてのローリング・ストーンズ
- ロック・ジェット Vol.21 ISBN 9784401619559 21世紀型のロック、21世紀型のローリング・ストーンズ ニュー・アルバム《ア・ビガー・バン》
- ロック・ジェット Vol.22 ISBN 9784401619733 ネットの中のローリングストーンズ
- ロック・ジェット Vol.24 ISBN 9784401630257 〈ミッドナイト・ランブラー〉でキース・リチャーズの弾くギターは、まるで斧だ
- ロック・ジェット Vol.25 ISBN 9784401630462 ローリング・ストーンズよ、どこへ行く？
- ロック・ジェット Vol.26 ISBN 9784401630745 27年ぶりに蘇る野獣の心 ニュー・バーバリアンズ
- ロック・ジェット Vol.27 ISBN 9784401630943 ブライアン・ジョーンズの最期とキース・リチャーズによるチャック・ベリー誕生パーティ
- ロック・ジェット Vol.28 ISBN 9784401631193 ザ・ローリング・ストーンズをアナログ盤でもう一度！
- ロック・ジェット Vol.29 ISBN 9784401631353 ザ・ローリング・ストーンズの最高傑作。DVD『ザ・ビッゲスト・バン』
- ロック・ジェット Vol.30 ISBN 9784401631605 《ヴェリー・ベスト・オブ・ミック・ジャガー》について
- ロック・ジェット Vol.32 ISBN 9784401632169 《シャイン・ア・ライト》について
- ロック・ジェット Vol.33 ISBN 9784401632336 彼らはどのようにローリング・ストーンズの曲を料理したか
- ロック・ジェット Vol.34 ISBN 9784401632657 『ザ・ローリング・ストーンズ シャイン・ア・ライト』とギミーシェルター22年間の歴史
- ロック・ジェット Vol.35 ISBN 9784401632817 2009年のザ・ローリング・ストーンズとフェイセズ
- ロック・ジェット Vol.36 ISBN 9784401633098 今こそザ・ローリング・ストーンズを究めておこう
- ロック・ジェット Vol.37 ISBN 9784401633371 2大ロックフェスを観て、ザ・ローリング・ストーンズを想う
- ロック・ジェット Vol.38 ISBN 9784401633609 1969年のローリング・ストーンズ
- ロック・ジェット Vol.40 ISBN 9784401634248 ≪メイン・ストリートのならず者≫の復活
- ロック・ジェット Vol.41 ISBN 9784401634576 圧倒的な存在感、驚異的な演奏。ついに登場したローリング・ストーンズの伝説的ライヴ
- ロック・ジェット Vol.44 ISBN 9784401635887 英国ROCKの伝統、ザ・フェイセズ来日！
- ロック・ジェット Vol.45 ISBN 9784401636136 ザ・フェイセズのロン・ウッド、スーパーヘヴィのミック・ジャガー
- ロック・ジェット Vol.46 ISBN 9784401636549 監獄で一生を終えるかも知れないのに、≪ビフォー・ゼイ・メイク・ミー・ラン≫を録音し、ステージできっちりとギターを弾いてバンドをドライヴさせたキース・リチャーズ
- ロック・ジェット Vol.47 ISBN 9784401636761 ザ・ローリング・ストーンズの新サイト
- ロック・ジェット Vol.49 ISBN 9784401637362 ザ・ローリング・ストーンズ50周年はまだまだ続く
- ロック・ジェット Vol.50 ISBN 9784401637737 ザ・ローリング・ストーンズ50周年が始動した!
- ロック・ジェット Vol.51 ISBN 9784401638123 今度はデビュー50周年、ザ・ローリング・ストーンズ
- ロック・ジェット Vol.63 ISBN 9784401642403　23年ぶり、通算3作目のソロ・アルバム《クロスアイド・ハート》について／八代亜紀さんの《哀歌-aiuta-》について
- ロック・ジェット Vol.64 ISBN 9784401642861 1990年と1982年のローリング・ストーンズ／追悼・デヴィッド・ボウイ　タイム・トラベラーの旅立ち
- ロック・ジェット Vol.67 ISBN 9784401643806 ローリング・ストーンズの原点回帰にして2度目のデビュー・アルバム『ブルー＆ロンサム』
- ロック・ジェット Vol.69 ISBN 9784401644513 人間チャック・ベリーを捉えた最高のロック・ドキュメンタリー『ヘイル! ヘイル! ロックンロール』について／日本で初めてロックを作ったザ・スパイダース
- まるわかりローリング・ストーンズ 2006年3月発売 ISBN 9784401619962 ベロマークは永遠に私たちの胸をなめ回す。花ざかりの公式Tシャツ/ストーンズ・ファンってどんな人？ タイプ別、世代別に見るファンの姿/ローリング・ストーンズ・ディスクガイド
- トーキング・アバウト・ザ・ローリング・ストーンズ 2014年3月発売[6]
- 小説「五つの復讐」2015年9月発売[7]
- 小説「カムバック」2016年10月発売[8]
- 小説「国民の義務」2017年3月発売[9]
- 小説「視聴率100％」2017年3月発売[10]
- 短編集「短い話／Short ＆ Short」2017年7月発売[11]